# Gareth Evans (Regisseur)

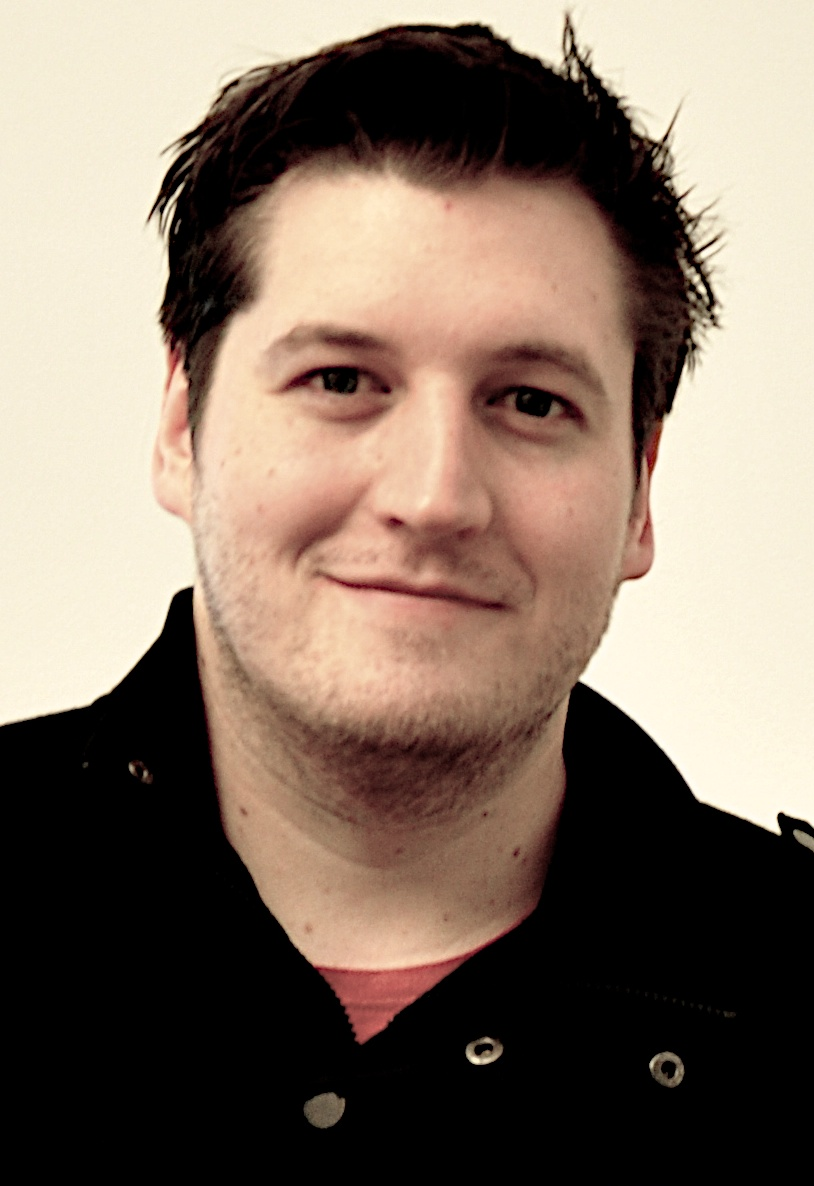
Gareth Evans (2012)

Gareth Huw Evans (* 1980 in Hirwaun, Cynon Valley) ist ein walisischer Regisseur, Drehbuchautor, Filmeditor und Action-Choreograph. Er wurde durch seine Filme Merantau, The Raid und The Raid 2, die die indonesische Martial-Arts-Variante Pencak Silat ins Kino gebracht haben, bekannt.

## Leben
Evans wurde in Hirwaun, Cynon Valley geboren und wuchs dort auf. An der University of Glamorgan graduierte er als Drehbuchautor mit einem Master of Arts, und verdiente sein Geld damit, dass er Leuten half, walisisch über das Internet zu lernen.
Nachdem er bei einem Low-Budget-Film namens Footsteps Regie geführt hatte, wurde er als freischaffender Regisseur für eine Dokumentation über die indonesischen Martial Arts des Pencak Silat angeheuert. Er entdeckte den indonesischen Kampfkünstler Iko Uwais, welcher als Lieferant für eine Telefonfirma arbeitete. Evans castete Uwais für seinen Film Merantau aus dem Jahr 2009, der ein Kultfilm wurde. Er plante, einen größeren Actionfilm zu produzieren, doch er realisierte stattdessen den Film The Raid (2011). Nach dem Erfolg von The Raid war der Weg geebnet für die Fortsetzung The Raid 2 (2014).
2018 erschien bei Netflix der Film Apostle (als Regisseur, Drehbuchautor, Produzent und Editor) und 2020 die Fernsehserie Gangs of London (Schöpfer, Drehbuchautor und Regisseur bei drei Episoden) für Sky Atlantic.
Im Februar 2021 gab Netflix bekannt, dass sie mit Evans einen Exklusivvertrag für die nächsten Jahre abgeschlossen haben. Der erste Film unter dieser Vereinbarung, der Actionfilm Havoc mit Tom Hardy, erschien im April 2025.
Evans lebte mit seiner Frau Maya und der gemeinsamen Tochter in Jakarta. 2015 zog er mit seiner Familie zurück nach Wales.

## Filmografie

### Regie
- 2006: Footsteps
- 2009: Merantau
- 2011: The Raid (Serbuan maut)
- 2013: S-VHS (V/H/S/2 , Segment: Safe Haven)
- 2014: The Raid 2 (The Raid 2: Berandal)
- 2016: Pre Vis Action (Kurzfilm)
- 2018: Apostle
- 2020: Gangs of London (Fernsehserie, 3 Episoden)
- 2025: Havoc

### Drehbuch
- 2006: Footsteps
- 2009: Merantau
- 2011: The Raid (Serbuan maut)
- 2013: S-VHS (V/H/S/2 , Segment: Safe Haven)
- 2014: The Raid 2 (The Raid 2: Berandal)
- 2016: Pre Vis Action (Kurzfilm)
- 2018: Apostle
- 2020: Gangs of London (Fernsehserie, 10 Episoden)
- 2025: Havoc

### Editor
- 2006: Footsteps
- 2009: Merantau
- 2011: The Raid (Serbuan maut)
- 2013: S-VHS (V/H/S/2 , Segment: Safe Haven)
- 2014: The Raid 2 (The Raid 2: Berandal)
- 2016: Pre Vis Action (Kurzfilm)
- 2018: Apostle

### Produzent
- 2006: Footsteps
- 2016: Pre Vis Action (Kurzfilm)
- 2018: Apostle
- 2025: Havoc

## Auszeichnungen
Im November 2011 gewann The Raid den Midnight Madness Award auf dem Toronto International Film Festival.